# Ėmma Gapčenko
Ėmma Vasil'evna Gapčenko (in russo Эмма Васильевна Гапченко?; Stupino, 24 febbraio 1938 – 6 dicembre 2021) è stata un'arciera sovietica.

## Palmarès
- Giochi olimpici

Monaco di Baviera 1972: bronzo nell'individuale.
- Mondiali

Punta Ala 1969: oro nella gara a squadre;
York 1971: oro nell'individuale;
Grenoble 1973: oro nella gara a squadre e bronzo nell'individuale